# Lethe Vallis
La Lethe Vallis è una struttura geologica della superficie di Marte.